# Копальня у Хор-Хвайр
Копальня у Хор-Хвайр — гірничодобувне підприємство в еміраті Рас-ель-Хейма. Найбільша вапнякова копальня у світі.
Вперше видобуток вапняку у Хор-Хвайр організувала в 1967 році германська компанія Held and Francke Bauaktiengesellschaft, яка потребувала будівельних матеріалів для робіт у порту Абу-Дабі.
У 1978-му році нідерландська компанія Volker Stevin, що займалась проєктом саудійського порту Джубайль, створила для видобутку вапняку в Хор-Хвайр дочірню структуру Stevin Rock. У 1990-му останню придбала італійська компанія Dragomar, яка опікувалась будівництвом катарського порту в Рас-Лаффані, а в 1996-му Stevin Rock викупив правитель емірату Рас-ель-Хейма (з 2004-го належить державній інституції емірату Investment and Development Office).
Загальні запаси родовища оцінюються у 2,5 млрд тонн, при цьому річна потужність копальні становить 60 млн тонн. У 2021-му фактичний видобуток становив 38,1 млн тонн.
Видобуток ведеться відкритим способом, а загальна висота кар'єру сягає 680 метрів (від заглибленого нижнього рівня до розташованих на схилі гори верхніх рівнів).
Вивезення продукції здійснюється через розташований неподалік порт Міна-Сакр, річна потужність якого сягає 70 млн тонн. Крім того, Stevin Rock має власну гавань, де завантажуються баржі дедвейтом до 30 тис. тонн, за допомогою яких постачають розташовані у Перській затоці локації.
Окрім використання для будівництва, вапняк кар'єру Хор-Хвайр може споживатись у металургійній, скляній та хімічній промисловості.